# La Libertad (Huehuetenango)
La Libertad é um município da Guatemala localizado no departamento de Huehuetenango.